# Comuna Zmijavci, Split-Dalmația
Zmijavci este o comună în cantonul Split-Dalmația, Croația, având o populație de 2.048 de locuitori (2011).

## Demografie
Componența etnică a comunei Zmijavci
     Croați (97,8%)
     Sârbi (1,71%)
     Necunoscut (0%)
     Neclasificat (0,29%)
Componența confesională a comunei Zmijavci
     Catolici (97,66%)
     Ortodocși (1,86%)
     Necunoscută (0,24%)
     Alte religii (0,24%)
Conform recensământului din 2011, comuna Zmijavci avea 2.048 de locuitori. Din punct de vedere etnic, majoritatea locuitorilor (97,8%) erau croați, cu o minoritate de sârbi (1,71%). Din punct de vedere confesional, majoritatea locuitorilor (97,66%) erau catolici, cu o minoritate de ortodocși (1,86%). Pentru 0,24% din locuitori nu este cunoscută apartenența confesională.